# 貝斯萊恩冰原島峰
70°46′S 67°1′E / 70.767°S 67.017°E
貝斯萊恩冰原島峰（英語：Baseline Nunataks）是南極洲的冰原島峰，位於麥克羅伯特森地，處於麥肯齊山以南9公里的阿拉米斯山脈南側，澳大利亞探險隊在1957年1月踏足該島峰，現時由南極條約體系管理。